# Juan Ramón Duarte
Juan Ramón Duarte Ibarguren (Los Toldos, Buenos Aires, 1914 - Buenos Aires, 9 de abril de 1953), fue un político argentino, hermano mayor de Eva Perón, que se desempeñó como secretario privado del presidente Juan Domingo Perón. 
Fue empresario del cine y gestor del Fondo de Fomento Cinematográfico, institución que tuvo un papel fundamental en el desarrollo del cine argentino a lo largo de su historia. Tenía el 25% de las acciones de la empresa Argentina Sono Film y gran parte de la empresa Emelco.
Falleció de un disparo en la cabeza, como consecuencia de un supuesto acto suicida.

## Biografía
Juan Ramón Duarte nació en el campo La Unión, propiedad de su padre, a 20 km de la población de Los Toldos y 60 km al sur de Junín. Fue el único varón de los cinco hijos que tuvieron Juan Duarte y Juana Ibarguren. Su hermana menor fue Eva Duarte, Evita. Era conocido por su sobrenombre de Juancito. Al igual que su hermana, Juan Duarte no fue reconocido por su padre, quien vivía en concubinato con su madre, al tiempo que mantenía una familia formal en Chivilcoy.
Poco después de morir su padre, debió comenzar a trabajar con 16 años para aportar a la difícil situación económica de su familia, que en 1930 se había radicado en Junín buscando prosperar en la ciudad. Al comenzar a trabajar como viajante de comercio para la empresa de jabones Guereño, Juancito se convirtió en el principal sostén de la familia. En 1934 migró a Buenos Aires y pocos meses después lo siguió su hermana Eva.
Con cinco años de diferencia entre ambos, Eva y Juan Duarte mantuvieron siempre una estrecha relación. Juan cuidaba a Eva cuando ésta era una adolescente pobre intentando abrirse camino como actriz en la gran ciudad.
Cuando Eva conoció a Juan Domingo Perón en 1944, quien sería elegido presidente dos años después, y contrajo matrimonio con él, volviéndose una de las personas más poderosas del país, ella pasó a cuidar a Juan Duarte, dándole empleo como secretario privado de Perón.
Mantenía relaciones oficiales con dos actrices, Elina Colomer, quien fue muy probablemente su gran amor, y Fanny Navarro, solía acudir al salón de tango Tabarís. 
Juan Duarte estableció una estrecha amistad con Héctor Cámpora, conocido como Camporita, quien en 1973 sería elegido presidente de la Nación.
Durante la dictadura autodenominada Revolución Libertadora su pareja Navarro interrogada por un personaje oscuro llamado El capitán Gandhi en persona dirigió el interrogatorio: después de sacar de la bolsa la cabeza de Duarte la apoyó sobre el escritorio mostrándosela a Colomer. Próspero Germán Fernández Alvariño, cercano a Pedro Eugenio Aramburu, junto a otros compañeros, exhumó el cuerpo de Juan Duarte sin orden judicial, le cortó la cabeza, y la puso sobre una bandeja tapada por un pañuelo en su oficina. Fernández Alvariño había sido uno de los jefes de los grupos parapoliciales antiperonistas o comandos civiles, que cruzó fuego con las Fuerzas Armadas y de Seguridad en el golpe fallido de junio y el efectivo de septiembre de 1955 que se instaló como Revolución Libertadora..
Héctor Olivera, director de la película Ay, Juancito, reflexiona sobre Juan Duarte: 

Imaginemos un muchacho que nace en un puesto en Los Toldos, en el campo, que se cría en el campo, que se traslada a una casa de dos ambientes, donde vivía doña Juana con sus cinco hijos, que después va a Junín y trabaja de repartidor de una farmacia, después de viajante de comercio, y que en un año se transforma en un ser omnipotente, que sabe que gusta. Lo llamaban el soltero más codiciado del país. Era un gran buen mozo de la época, un gran simpaticón, y tenía mucho poder. Era el hermano de la señora, cuñado del general Perón y su secretario privado. Y al mismo tiempo tenía mucho dinero, y dinero que no escondía, lo repartía. Era generoso.
Sobre todo su muerte se convirtió en materia de polémica. Los antiperonistas decían que lo había mandado a matar Perón y la explicación oficial fue que se había suicidado.

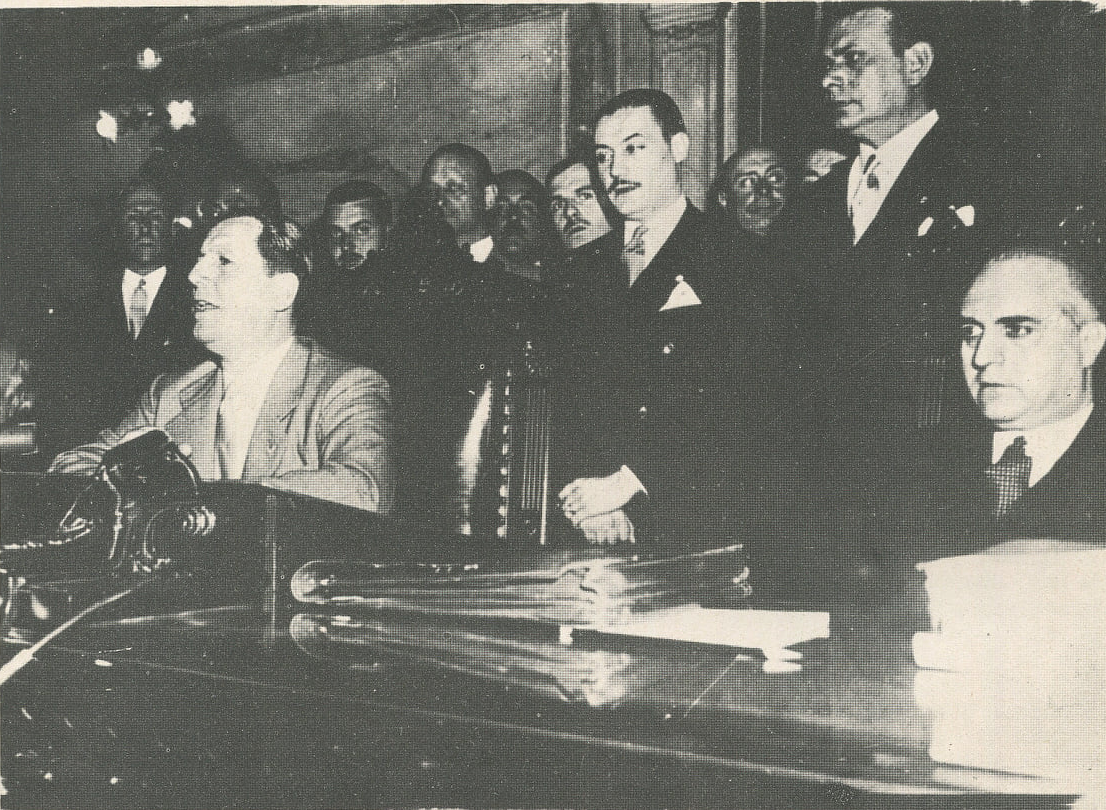
Juan Domingo Perón lee el primer plan quinquenal. En el centro de la imagen, detrás de él, tercero desde la derecha, está Juan Duarte.

## Fallecimiento
El 26 de julio de 1952 Evita murió debido a un cáncer de útero. Juan Duarte sufrió mucho y fue profunda y sinceramente afectado por la muerte de su hermana.
Poco después, en noviembre de ese año, Juan viaja a Europa, con el fin de atenderse una sífilis, pero los médicos le informan que es incurable.
En esas circunstancias Perón hizo una declaración por radio sobre las medidas que iba a adoptar en las investigaciones sobre corrupción, en el que sin mencionar explícitamente a Juan Duarte hizo una clara referencia al decir:

Aunque sea mi propio padre irá preso, porque robar al pueblo es traicionar a la Patria.

El 9 de abril de 1953, tres días después de la declaración radiofónica de Perón, Juan Duarte apareció muerto con un disparo en la cabeza. Oficialmente se anunció que fue un suicidio. La oposición sostuvo que se trató de un asesinato.[cita requerida]
Al morir dejó una carta de despedida:

Mi querido general Perón:
La maldad de algunos traidores al general Perón y al pueblo trabajador, que es el que lo ama a usted con sinceridad, y los enemigos de la Patria, me han querido separar de usted, enconados por saber lo mucho que me quiere y lo leal que soy... He sido honesto y nadie podrá provar (sic) lo contrario. Lo quiero con el alma y digo una vez más que el hombre más grande que conocí es Perón... Me alejo de este mundo azqueado (sic) por la canalla, pero feliz y seguro de que su pueblo nunca dejará de quererlo. Cumplí como Eva Perón, hasta donde me dieron las fuerzas. Le pido cuide de mi amada madre y de los míos, que me disculpe con ellos que bien lo quieren. Vine con Eva, me boy (sic) con ella, gritando Viva Perón, viva la Patria, y que Dios y su pueblo lo acompañen siempre. Mi último abrazo para mi madre y para usted.

P. D. Perdón por la letra, perdón por todo.

El único testigo de su muerte fue, al parecer, el delincuente chileno Alfredo Gómez Morel, futuro autor de la aclamada novela autobiográfica El río, que en ese entonces trabajaba como guardaespaldas del general Perón.
Juan Duarte fue enterrado en la tumba familiar del Cementerio de la Recoleta, donde también se encuentra Evita. En el funeral Juana Ibarguren, la madre de ambos, gritaba:

¡Asesinos! ¡Me han matado a otro de mis hijos!

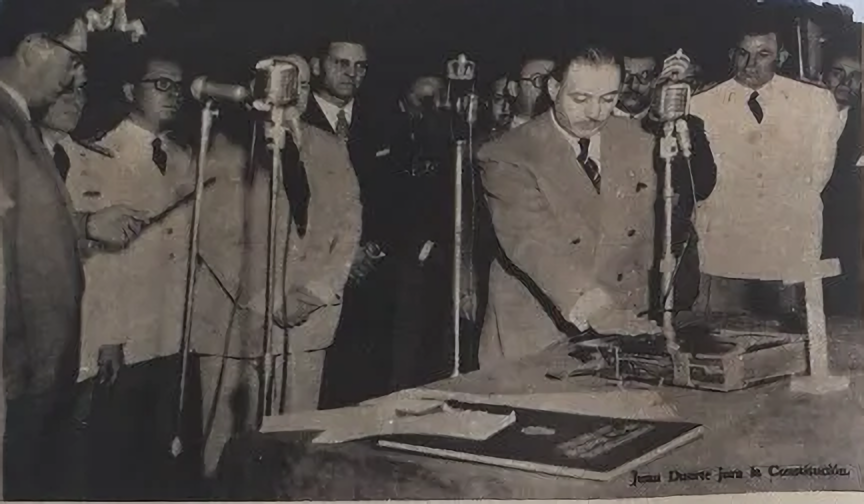
Juan Duarte jura como secretario privado de la presidencia ante la constitución nacional. Revista "Hechos en el mundo".

En 1955, producido el golpe militar que derrocó al presidente Perón, Próspero Germán Fernández Alvariño, conocido como el "Capitán Gandhi", uno de los jefes de los grupos parapoliciales antiperonistas llamados comandos civiles, exhumó el cuerpo de Juan Duarte, le cortó la cabeza y la mostraba en su oficina a los visitantes, afirmando que había sido asesinado.

## Obras de ficción referidas a Juan Duarte
- Carta a Eva (2013), película dirigida por Agustí Villaronga donde el actor Juanma Muniagurria interpreta al hermano de Eva Perón en su viaje por la España de Francisco Franco. Producida por TVE y TV3. Protagonizada por Julieta Cardinali, Juanma Muniagurria, Carmen Maura, Malena Alterio, Nora Navas, Ana Torrent y Marina Gatell.
- Rébora, Eloy (1971), Prontuario de un perdedor, novela. Ediciones Buenos Aires Match. El protagonista, inspirado en Juan Duarte, se llama Juan Suerte.
- Ay, Juancito (2004), película dirigida por Héctor Olivera con guion de este y José Pablo Feinmann.
- Camarasa, Jorge (2003). La última noche de Juan Duarte. Buenos Aires: Sudamericana. ISBN 9500723430.